# Gagik II d'Arménie
Gagik II (en arménien Գագիկ Բ ; né en 1026, mort en 1076) est un membre de la famille arménienne des Bagratides, roi d'Arménie de 1041 à 1045 et fils d'Achot IV Qatj, roi d'Arménie.

## Biographie
Il monte sur le trône à l'âge de 15 ans. Son oncle Hovhannès-Smbat III avait imprudemment signé un traité dans lequel il s'engageait à léguer son royaume à Byzance à sa mort. Cette clause n'est pas respectée et l'empereur byzantin Michel V le Calfat envoie une armée chargée de soumettre l'Arménie. Cette armée est taillée en pièces par la noblesse arménienne conduite par Vahram Pahlavouni à la bataille d'Ani, et Gagik II est sacré roi à Ani pour bien marquer le rejet des prétentions byzantines.
L'empereur Constantin IX Monomaque, successeur de Michel V, envoie une nouvelle armée qui échoue. Il décide d'annexer l'Arménie par d'autres moyens et incite l'émir de Dvin à harceler l'Arménie. À cette époque, Gagik II se brouille avec son principal conseiller et soutient, Gregorios Magistros, qui se réfugie à Byzance où Constantin Monomaque le couvre d'honneur pour se l'attacher.
En 1045, Gagik se laisse persuader par le patriarche Petros d'aller négocier un accord à Byzance. Il y est retenu, pendant que le patriarche et un traître arménien, Vest-Sargis, livre la ville aux troupes byzantines. De guerre lasse, Gagik finit par renoncer à l'Arménie et reçoit en échange les thèmes de Cappadoce, de Charsianon et de Lykandos.
De 1057 à 1081, des guerres civiles secouent l'Empire byzantin, qui ne peut s'opposer à l'avance des Seldjoukides. La ville d'Ani est prise en 1064. Les Arméniens, exaspérés par les Byzantins, plus occupés à les persécuter pour les faire renoncer au monophysisme qu'à les défendre contre les Turcs, émigrent dans les fiefs donnés aux anciens rois arméniens. Les Grecs orthodoxes persécutent les Arméniens, et Marcos, le métropolite grec de Césarée pousse même l'insulte jusqu'à nommer son chien « Armen ».Gagik fait tuer le  prélat, mais les Byzantins se vengent en emprisonnant Gagik, puis en l'exécutant par pendaison, le 2 mars 1076. Après sa mort, la population arménienne émigre de nouveau en Cilicie, où est fondé plus tard le royaume arménien de Cilicie.
La thèse de l'assassinat du métropolite grec et de l'épisode avec le chien est démentie cependant par Jean-Claude Cheynet, qui y voit un bon nombre d'éléments contradictoires et inconséquents.

## Union et postérité
Marié à une fille de David de Vaspourakan, fils du roi Sénéqérim-Hovhannès Arçrouni, il a comme enfants :
- Hovhannès, mort vers 1080, époux d'une fille de Karmen Ier Cécaumène, prince de Digisène, dont : 
  - Achot, gouverneur d'Ani pour les Cheddadides, mort empoisonné en 1080 ;
- Davith, mort empoisonné en 1080, marié à une fille d'Aboul Gharib, prince Arçrouni.